# Enseignement supérieur au Mali
L'enseignement supérieur au Mali est le secteur de l'éducation qui est sous la tutelle du ministère de l'Enseignement supérieur et de la Recherche scientifique. L'université de Bamako, qui est l'une des plus jeunes universités de l'Afrique occidentale,  a ouvert ses portes en 1996.
Pour résorber les difficultés récurrentes auxquelles l'enseignement supérieur était confronté à savoir les effectifs pléthoriques, le deficit d'enseignants, le chevauchement des années universitaires, le manque de support administratif et pédagogique. En juillet 2011, des reformes ont été entreprises pour aboutir à  la création de plusieurs entités d'université en divisant l'université de Bamako qui regroupait dans le temps toutes les facultés. Ainsi par le conseil des ministres sur la proposition du ministre de l'enseignement supérieur d'alors Siby Ginette Bellegarde, l'université de Bamako a été scindée en quatre universités.

## Les différentes universités au Mali

### Universités publiques
Les universités et grandes écoles publiques présentes au Mali sont : 
- Université des sciences, des techniques et des technologies de Bamako
- Université des lettres et des sciences humaines de Bamako
- Université des sciences sociales et de gestion de Bamako
- Université des sciences juridiques et politiques de Bamako
- Université de Ségou
- École normale supérieure de Bamako
- École nationale d'ingénieurs Abderhamane Baba Touré
- Institut polytechnique rural de formation et de recherche appliquée
- École normale de l'enseignement technique et professionnel
- Institut supérieur de formation et de recherche appliquée

### Universités privées
- Institut Africain de Management (IAM BAMAKO)
- TechnoLAB-ISTA: Institut Supérieur  de Technologies Appliquée
- African Business School ESCAE : HAMDALLAYE ACI, Bacodjicoroni,Kati fouga
- : ILCI Business School
- INTEC SUP (Institut Supérieur des Techniques Économiques Comptables et Commerciales)